# شنیانگ جی-۱۱

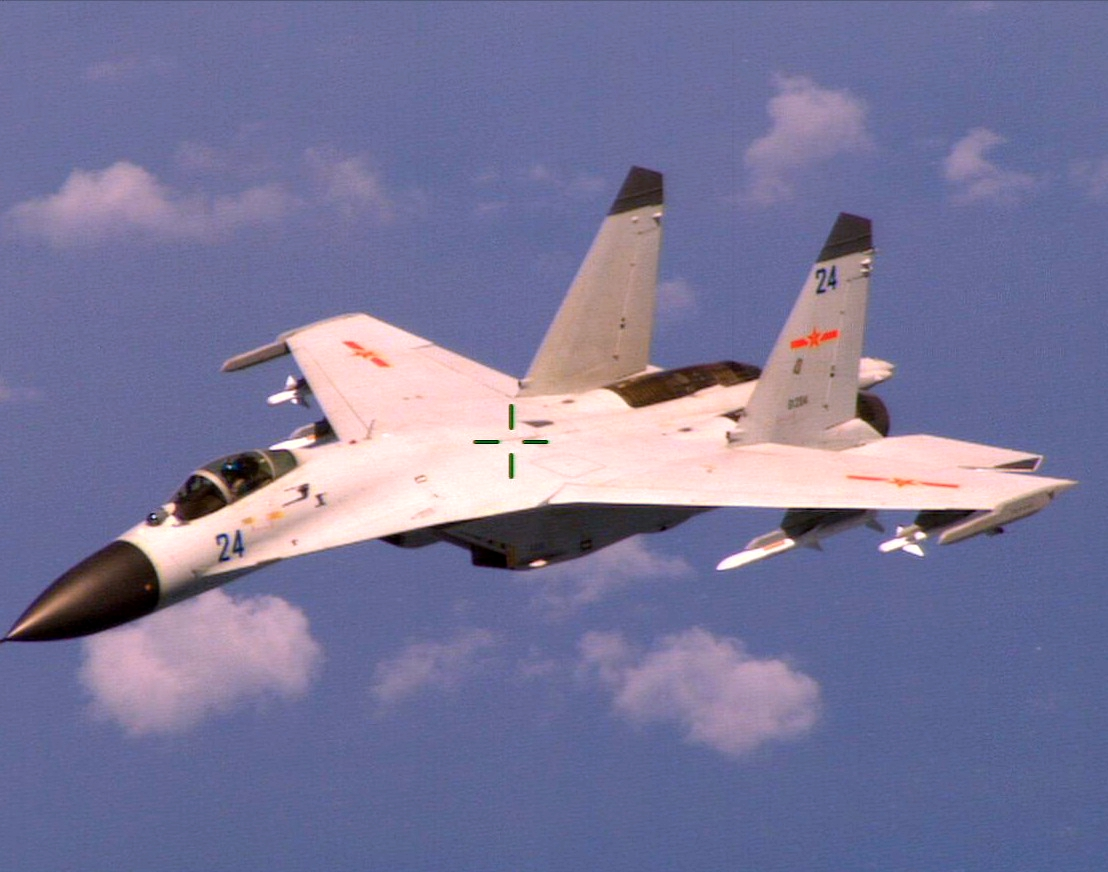
جی-11-A

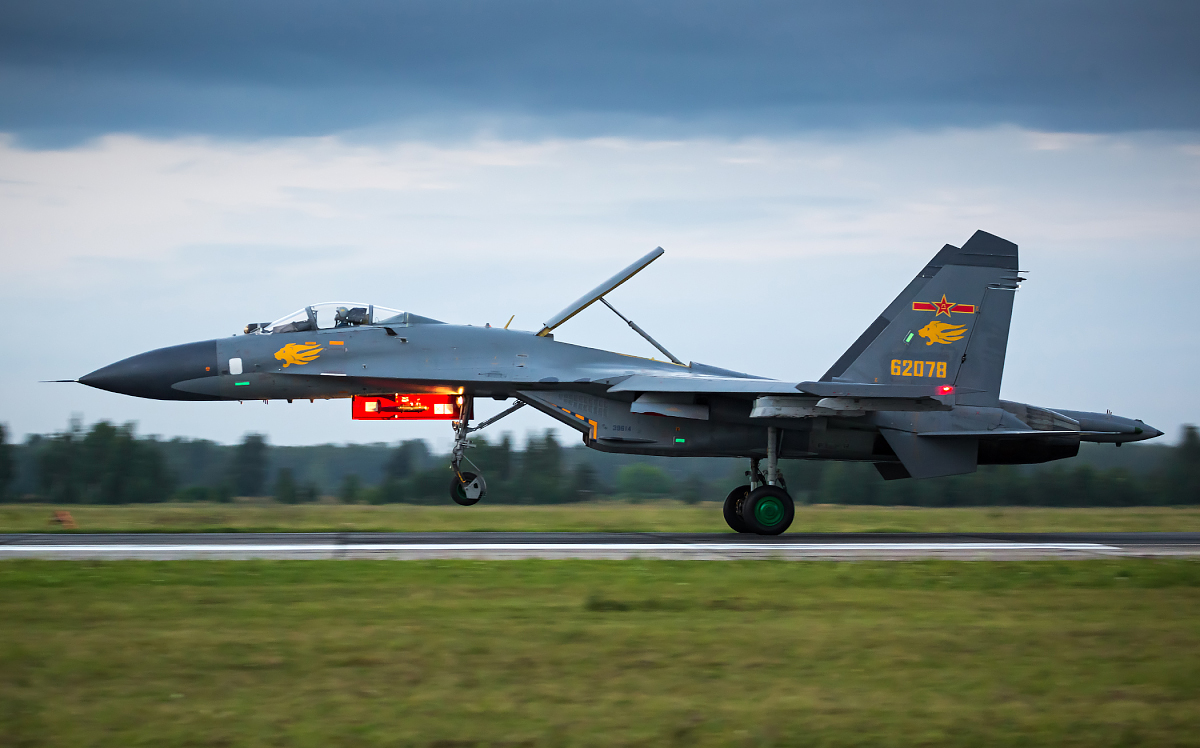
جی-11-B

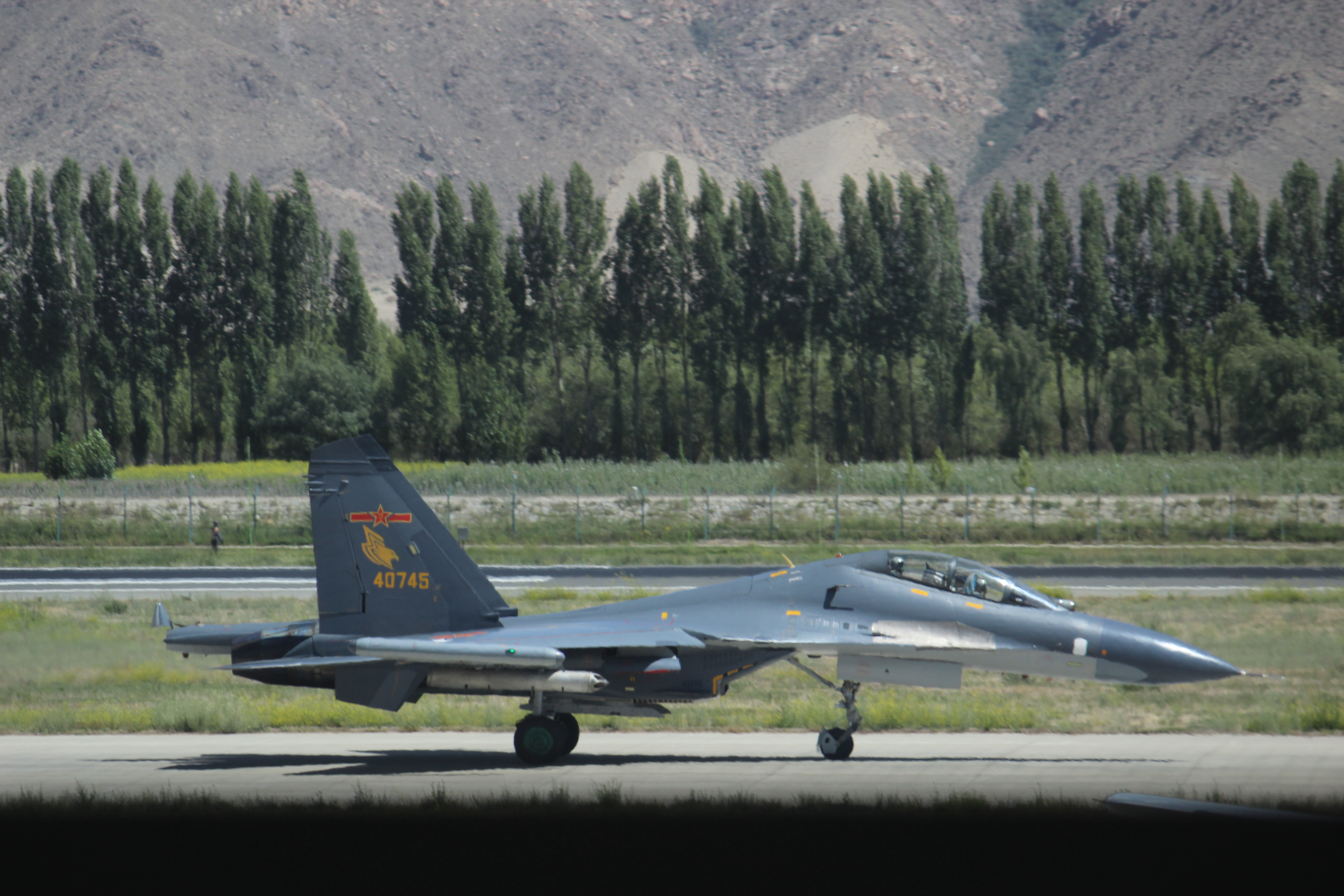
جی-11-BS مدل دوسرنشین در فرودگاه لهاسا گونگار

شنیانگ جی-۱۱ (انگلیسی: Shenyang J-11) نام‌گذاری ناتو: فلانکر-ال (Flanker-L) یک هواپیمای جنگنده دوموتوره ساخت شنیانگ چین است که بر اساس بدنهٔ سوخو-۲۷ ساخته شده‌است. این هواپیما تنها در نیروی هوایی چین فعال است و کشور دیگری آن را به خدمت نگرفته‌است.

## فرایند طراحی

### طرح پیشنهادی هواپیمای جدید
در دهه ۱۹۷۰ میلادی نیروی هوایی چین درخواست یک جنگنده قابل اطمینان را به صنایع هوایی چین ارائه کرد تا بوسیلهٔ آن بتواند ناوگان سال‌خوردهٔ میگ-۱۹ خود را بازنشسته نماید. شرکت شنیانگ، طرح یک جنگنده سبک را پیشنهاد کرد که دارای یک موتور رولز-رویس اسپی بود. انتظارات از این محصول به گونه‌ای بود که هواپیمای جدید باید مانورپذیری بهتری نسبت به میگ-۱۹ داشته باشد و نرخ اوج‌گیری آن نیز از میگ-۲۱ بیشتر باشد. این پروژه به دلیل مشکلات در تأمین موتور هواپیما با شکست روبرو شد و پروژه لغو گردید.

### جی-۱۱-اِی (A)
طرح جی-۱۱ برای اولین بار در سال ۱۹۹۶ طی قرارداد بزرگ تسلیحاتی بین چین و روسیه به ارزش ۲٫۷ میلیارد دلار به جریان افتاد و در این معامله، قرار شد کیت‌های سوخو-۲۷ به چین منتقل شوند و چین ۲۰۰ فروند جنگنده سوخو-۲۷ را در خاک خود تولید کند. کیت‌ها ساخت شرکت کمسومولسک روسیه بودند و بدنه و قطعات گوناگون در خاک چین تولید می‌شدند ولی این معامله شامل اویونیک و موتور و رادار نمی‌شد و این قطعات می‌بایست در روسیه ساخته شده و به چین منتقل می‌شدند و به این ترتیب خط تولید در سال ۱۹۹۷ در چین راه‌اندازی شد. دو فروند اول توسط چین مونتاژ شدند و به دلیل کیفیت پایین در مونتاژ، مهندسان روسی بر روی خط تولید نظارت کردند و قطعات این دو هواپیما باز شده و دوباره مونتاژ شدند. با نظارت مهندسان روسی پنج فروند تا سال ۲۰۰۰ میلادی و ۲۰ فروند دیگر تا پایان سال ۲۰۰۳ در چین تولید شدند. تا سال ۲۰۰۴ میلادی روسیه ۱۰۵ کیت به چین تحویل داد و درمجموع ۱۰۴ فروند جی-۱۱-اِی ساخته شد ولی ۹۵ فروند به نیروی هوایی چین تحویل داده شد.

در سال ۲۰۰۲ میلادی چین تصمیم گرفت از رادار و قطعات ساخت خود در جنگنده‌ها استفاده کند و این اقدام برخلاف قوانین قرارداد بود. روسیه در سال ۲۰۰۴ میلادی از نیت چین آگاه شد و بدین ترتیب قرارداد چین و روسیه در سال ۲۰۰۴ توسط روسیه فسخ شد.

### جی-۱۱ بی (B)
چین به منظور از بین بردن وابستگی به روسیه در ساخت جی-۱۱، اقدام به بومی‌سازی این جنگنده نمود و سه پیش‌نمونه بومی را در سال ۲۰۰۶ شخصی‌سازی نمود و برای آزمایش به نیروی هوایی خود تحویل داد. چین در سال ۲۰۱۱ اغلام کرد که ۹۰ درصد از قطعات جی-۱۱ بی بومی هستند و توسط چین ساخته شده‌اند ولی موتور آن همچنان روسی است. یک مدل دوسرنشین نیز برای جی-۱۱-بی ساخته شد

### جی-۱۱ بی‌اس (BS)
مدل دوسرنشین برای پشتیبانی نزدیک هوایی است.

### جایگزینی موتور
در سال ۲۰۰۲ موتور شنیانگ دابلیواس-۱۰ جایگزین یکی از موتورهای روسی شد تا آزمایش شود. این موتور تا سال ۲۰۰۴ مورد آزمایش قرار گرفت و دارای مشکلات زیادی بود و به دلیل اعتمادپذیری بسیار پایین، تا سال ۲۰۰۷ مورد آزمایش قرار گرفت. پس از برطرف شدن مشکلات موتور، محصول جدید WS-10A نام گرفت و در سال ۲۰۰۹ در مدل جی-۱۱-بی۲ (بلاک-۲) نصب شد و در سال ۲۰۱۴ همه محصولات دارای این موتور بودند.

## گونه‌ها
- J-11A سوخو-۲۷ مدل اس‌کی مونتاژ شده در چین در سال ۱۹۹۸ بود. در مجموع ۱۰۴ فروند ساخته شد.[۱۴]
- J-11B مدل چینی با سامانه‌های جانبی چینی ساخته شد. بلاک ۲ با موتور چینی ساخته شد.[۱۵][۱۶][۱۷]
- J-11BS مدل دوسرنشین J-11B است.[۱۸]
- J-11BH مدل نیروی دریایی از J-11B است.[۱۹]
- J-11BSH مدل نیروی دریایی از J-11BS است.[۲۰]
- J-11BG مدلی با رادار آرایه اسکن الکترونیکی فعال ارائه شد.[۲۱]
- J-15 مدل مخصوص ناو هواپیمابر است که براساس J-11B ساخته شد و از سوخو-۳۳ الهام‌گیری شده‌است. الکترونیک پرواز آن دقیقاً مشابه با J-11B است.[۲۲]
- J-11D با رادار جستجو و ردیابی فروسرخ مجهز شده‌است تا در نبردهای هوایی بهتر عمل کند. در دهانه ورودی هوا به موتور از مواد کامپوزیت استفاده شده‌است تا بازتاب راداری کاهش یابد. زیر هر بال ۳ ریل برای موشک وجود دارد. این مدل دارای هدایت پرواز برقی، کابین شیشه‌ای خلبان و سامانه جنگ الکترونیک است و موتور بهبودیافته‌ای از WS-10A روی آن نصب شده‌است.[۲۳]

## کاربران
چین
- نیروی هوایی ارتش آزادی‌بخش خلق: ۱۰۰ جی-۱۱ای، ۱۸۰ جی-۱۱بی و ۹۰ جی-۱۱بی‌اس (تا سال ۲۰۱۸)[۲۴]
- نیروی دریایی ارتش آزادی‌بخش خلق: ۴۰ جی-۱۱بی‌اچ و ۳۲ جی-۱۱بی‌اس‌اچ (تا سال ۲۰۱۸)[۲۵]

## مشخصات جی-11 A
داده‌ها از 
ویژگی‌های عمومی
- خدمه: ۱
- طول: ۲۱٫۹ متر (۷۱ فوت ۱۰ اینچ)
- پهنای بال: ۱۴٫۷ متر (۴۸ فوت ۳ اینچ)
- ارتفاع: ۵٫۹۲ متر (۱۹ فوت ۵ اینچ)
- مساحت بال‌ها: ۵۲٫۸۴ متر مربع (۵۶۸٫۸ فوت مربع)
- وزن خالی: ۱۶٬۳۸۰ کیلوگرم (۳۶٬۱۱۲ پوند) [۲۸]
- وزن ناخالص: ۲۳٬۹۲۶ کیلوگرم (۵۲٬۷۴۸ پوند)
- بیشترین وزن برخاست: ۳۳٬۰۰۰ کیلوگرم (۷۲٬۷۵۳ پوند)
- ظرفیت سوخت: ۹٬۴۰۰ کیلوگرم (۲۰٬۷۰۰ پوند) internal fuel[۲۹]2x Shenyang WS-10A "Taihang" ۸۹٫۱۷ / ۱۳۲ کیلونیوتن (۲۰٬۰۵۰ / ۲۹٬۶۷۰ پوند-نیرو) afterburning turbofans (J-11B Block 02[۱۲][۱۳])

عملکرد
- حداکثر سرعت: ۲٬۵۰۰ کیلومتر بر ساعت (۱٬۶۰۰ مایل بر ساعت، ۱٬۳۰۰ گره) at altitude
- حداکثر سرعت: ۲٫۱ ماخ
- بُرد: ۳٬۵۳۰ کیلومتر (۲٬۱۹۰ مایل، ۱٬۹۱۰ مایل دریایی)
- بُرد رزمی: ۱٬۵۰۰ کیلومتر (۹۳۰ مایل، ۸۱۰ مایل دریایی) ~[۳۰]
- حداکثر ارتفاع: ۱۹٬۰۰۰ متر (۶۲٬۰۰۰ فوت)
- حد شتاب جی: +۹
- نرخ صعود: ۳۰۰ متر بر ثانیه (۵۹٬۰۰۰ فوت بر دقیقه) [۳۱]